# Машиностроитель (платформа)
Машинострои́тель — остановочный пункт на тупиковом ответвлении Фрязево — Захарово Московской железной дороги в городе Электросталь Московской области.
Своё название получила по Электростальскому заводу тяжёлого машиностроения (ОАО «ЭЗТМ»), находящемуся к западу от платформы. Прежнее название — Пл. 9 км.
Время движения поезда с Курского вокзала — около 1 часа 20 минут. Является промежуточной остановкой для 20 пар поездов ежедневно.
Состоит из одной боковой платформы, у которой проходит главный путь перегона. Турникетами не оборудована. Есть касса и билетные автоматы. Пассажирское здание на платформе снесено в 2010-х. Рядом с платформой расположен железнодорожный переезд.